# Ошурково (Далматовский район)
Ошурково — деревня в Далматовском районе Курганской области. Входит в состав Уральцевского сельсовета.

## История
До 1917 года входила в состав Тамакульской волости Камышловского уезда Пермской губернии. По данным на 1926 год состояла из 249 хозяйств. В административном отношении являлась центром Ошурковского сельсовета Далматовского района Шадринского округа Уральской области.

## Население
| 1989 | 2002 | 2010 |
| ---- | ---- | ---- |
| 148  | ↘113 | ↘60  |

По данным переписи 1926 года в деревне проживало 1206 человек (560 мужчин и 646 женщин), в том числе: русские составляли 100 % населения.